# Lugny-Bourbonnais
Lugny-Bourbonnais is een plaats en voormalige gemeente in het Franse departement Cher in de regio Centre-Val de Loire en telt 33 inwoners (2009). De plaats maakt deel uit van het arrondissement Saint-Amand-Montrond.

## Geschiedenis
Op 1 januari 2024 is Lugny-Bourbonnais opgegaan in de gemeente Osmery.

## Geografie
De oppervlakte van Lugny-Bourbonnais bedraagt 5,5 km², de bevolkingsdichtheid is dus 6 inwoners per km².
De onderstaande kaart toont de ligging van Lugny-Bourbonnais met de belangrijkste infrastructuur en aangrenzende gemeenten.

## Demografie
Onderstaande figuur toont het verloop van het inwonertal.